# Annales leges
Les lleis annals o annales leges eren una sèrie de lleis que establien l'edat a la qual una persona podia ser candidat per accedir a les magistratures anyals de la República Romana. En el moment en què les magistratures van començar a ser objecte d'especulació i de suborns per a adquirir-les, es va voler reglamentar en quines condicions s'hi podia accedir. Es van establir limitacions, i una d'elles va ser l'edat dels candidats per poder-hi optar. Les lleis anomenades Annales van fixar l'edat i l'ordre en què es podia accedir a les magistratures.
La primera d'aquestes lleis va ser la Villia Annalis, proposada per Luci Vil·li, tribú de la plebs l'any 180 aC. Establia l'edat mínima dels qüestors a vint-i-sis anys i la dels cònsols a quaranta-dos anys.
La Lex Pinaria Anualis, va ser aprovada a proposta de Marc Pinari Posca, i també era sobre el mateix tema, encara que no se'n coneix el contingut. Només se sap que va portar nombroses polèmiques.